# Sisline Girigoria
Sisline V. Girigoria is een Curaçaos politica. Zij was van maart 2017 tot mei 2017 minister van Gezondheid, Milieu en Natuur in het interim-kabinet Pisas.
De benoeming van Girigoria vond plaats op voordracht van Movementu Progresivo (MP). MP maakte met één statenzetel deel uit van het Blok van 12, dat onder leiding van MFK-voorman Gerrit Schotte de meerderheid in de Staten van Curaçao vertegenwoordigde.
Medio mei trok Marilyn Moses, MP-partijleider, de steun aan Girigoria in. Girigoria was in opspraak geraakt nadat zij een benoeming bij de dienst Landbouw, Veeteelt en Visserij voor zichzelf had geregeld en een dienstreis naar Genève op de valreep als demissionair minister maakte. Na haar aftreden en het afzien van de benoeming keerde ze naar haar eerdere functie bij het ministerie van Sociale Ontwikkeling, Arbeid en Welzijn (SOAW) terug. Ze werd opgevolgd door Suzy Camelia-Römer.